# Aneta Konieczek
Aneta Konieczek (ur. 8 czerwca 1997 w Wolsztynie) – polska lekkoatletka specjalizująca się w biegach z przeszkodami.
Pochodzi ze Strzyżewa w gminie Zbąszyń. Ukończyła ZSRiT w Powodowie, po czym studiowała i trenowała w Stanach Zjednoczonych na Western Colorado University oraz na Uniwersytecie Oregonu. Reprezentuje klub Nadodrze Powodowo.
Złota medalistka Mistrzostw Polski Juniorów w Lekkoatletyce 2016 w biegu na 2000 m z przeszkodami, wynik zapewnił jej pierwszą lokatę w światowych tabelach najlepszych juniorek sezonu 2016. Podczas Mistrzostw Świata Juniorów w Lekkoatletyce 2016 startowała na dystansie 3000 m z przeszkodami, zajmując 9. miejsce i bijąc rekord Polski juniorek. W 2021 roku zdobyła złoty medal podczas Mistrzostw Polski Seniorów w Lekkoatletyce w biegu na 3000 m z przeszkodami uzyskując wynik 9:25,98, który zapewnił jej start w Letnich Igrzyskach Olimpijskich w Tokio. 
Podczas Igrzysk w Tokio nie awansowała do finału.

## Życie prywatne
Siostra Alicji, również lekkoatletki.